# Escala (element constructiu)

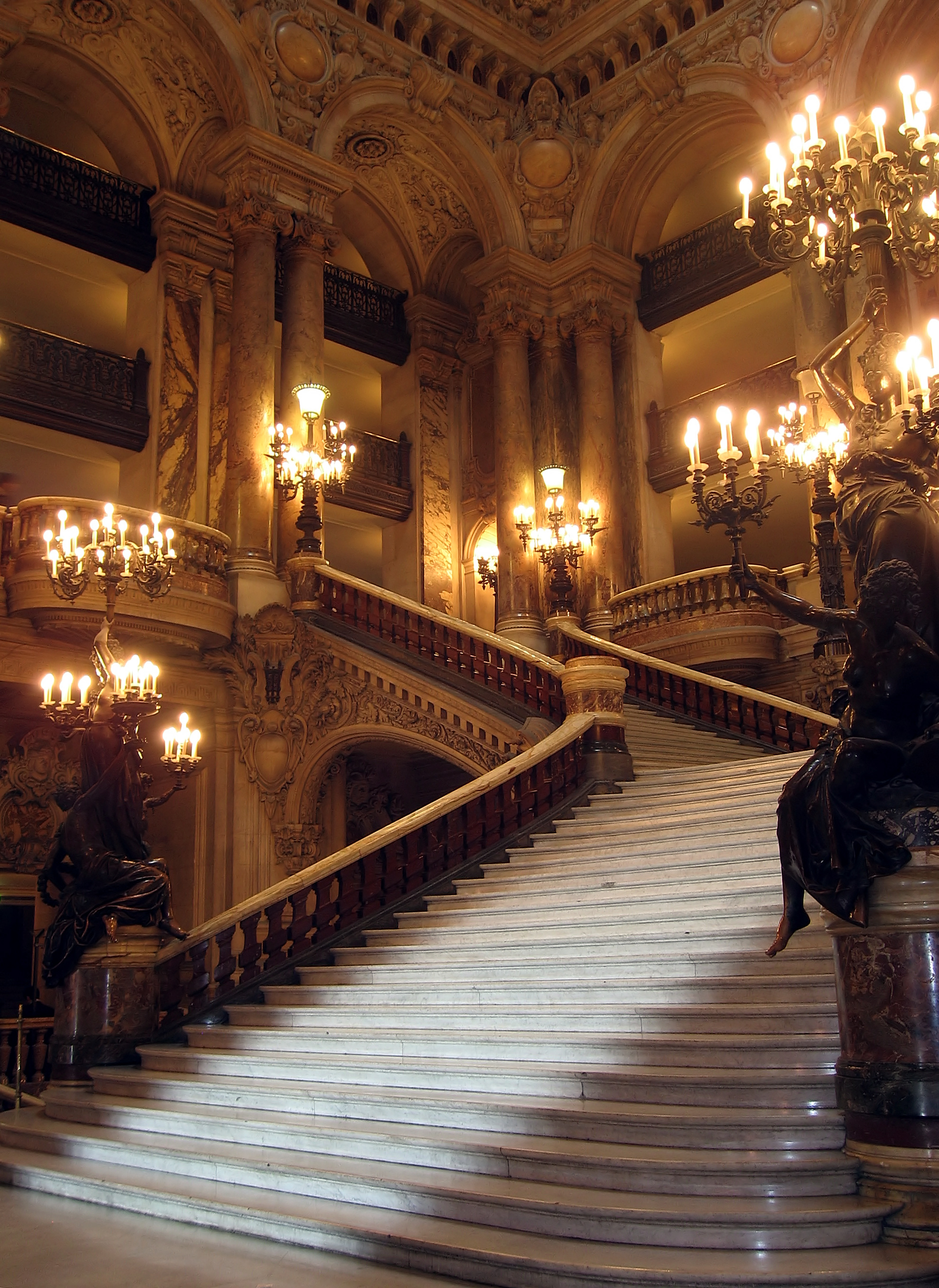
Escalinata del Palais Garnier.

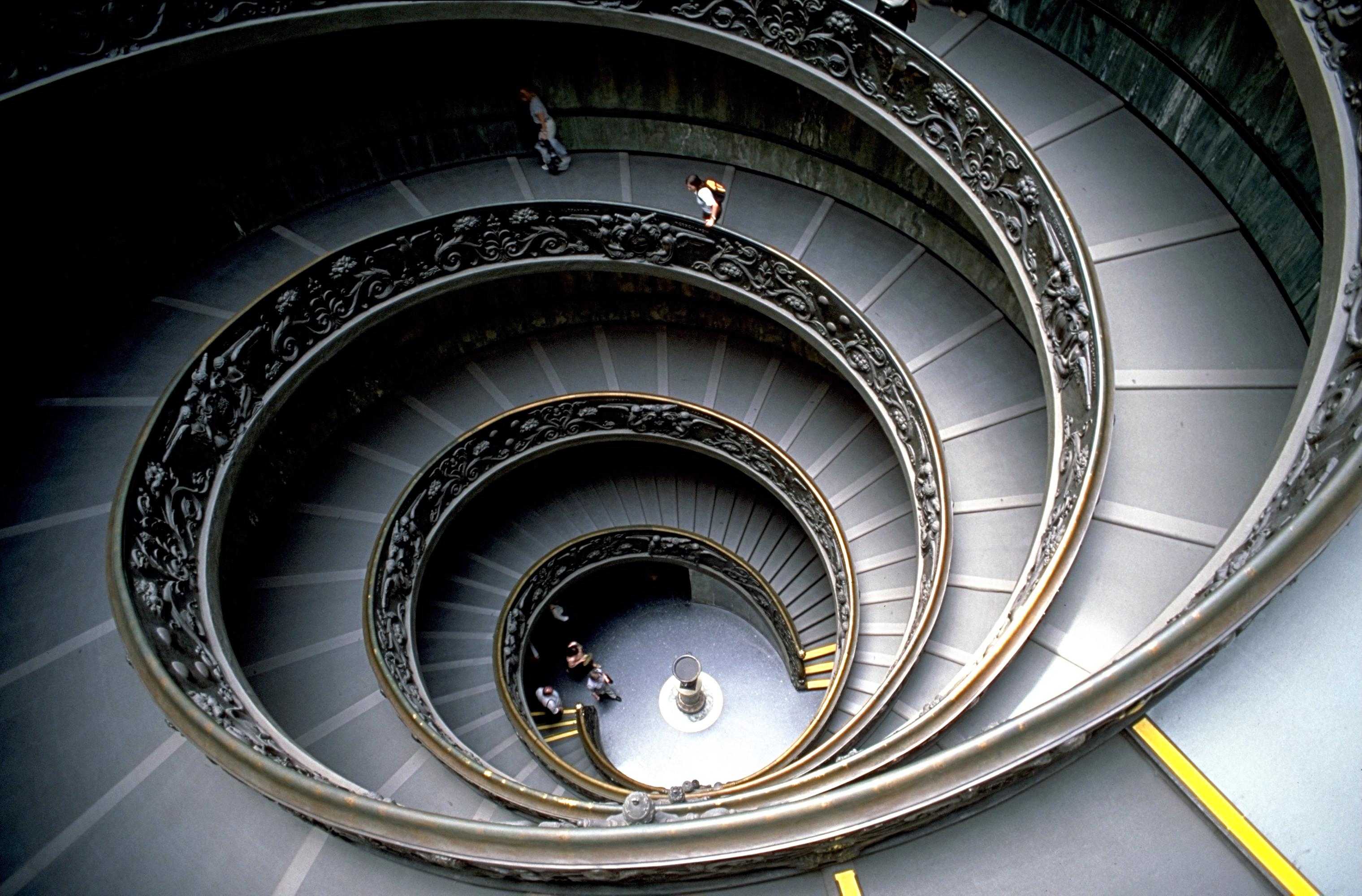
Escala helicoidal al museu del Vaticà

Una escala o escalinata (o escala forana) és un element constructiu que permet de salvar una distància vertical mitjançant un seguit d'esglaons o graons.
L'escala es divideix en trams o sèries parcials d'esglaons, separades per replans o replanells o saplans; la part superior de l'escala, que sol acabar també en un replà, es diu el cap de l'escala; el replà que va del graó superior fins a la porta se'n diu naia. La part inferior, on comencen els esglaons, es diu el peu de l'escala.
L'escala de pedra va bastida dins un badiu o espai buit, que és la caixa o el buc, ço és el conjunt de les parets que limiten una escala. La volta formada per les pedres que sostenen els esglaons s'anomena llit, sobrellit o volta de l'escala, que puja fins a dalt de tot i serveix per a anar al terrat, o hi fan una mitjanada i serveix de rebost, a Mallorca.
Una escala dividida en trams que canvien de direcció, té un espai buit en el centre, comprès entre els diversos trams, de dalt a baix, que és l'ull o el tou de l'escala. Finalment, l'escala pot tenir o no tenir barana, que s'anomena també barandat i arrambador segons les regions.
Les mides dels graons reben noms específics:
- Estesa: És la distància horitzontal entre entre les vores de dos graons successius. Com que els graons solen tenir volada, l'estesa sol ser més gran que la fondària de la cara superior del graó.
- Alçada: És la distància vertical entre entre les vores de dos graons successius.
- Llargada del graó: l'amplària de l'escala.

## Disseny
Perquè una escala sigui còmoda cal que la mida del graó sigui la mateixa que la d'una passa normal. Es pot comprovar que per la majoria de persones una passa normal sobre una superfície horitzontal fa aproximadament entre 60 i 65 cm i en una rampa es va reduint a mesura que augmenta el pendent. Es considera que una escala serà còmoda si els seus graons segueixen les proporcions de la següent regla pràctica: 
{\displaystyle estesa+2\cdot alc\!\!,ada=60\ a\ 65\ cm}
En molts casos no es fa servir un marge tan ample, emprant 61 a 64 cm, o directament 62,5 cm com a mida de la passa, en comptes de 60 a 65 cm. Aquesta regla funciona per adequar-se, com s'ha dit, a la mida d'una passa natural, i també perquè la gran majoria d'escales que existeixen la segueixen, de manera que hem après a pujar escales amb escales d'aquestes proporcions i ja hi estem acostumats. Podem comprovar que els graons d'altres mides no són còmodes provant de pujar per una escala mecànica aturada, ja que els graons de les escales mecàniques, que no estan pensats per pujar-hi còmodament a peu sinó còmodament aturat, són més grans del que correspondria (d'acord amb la fórmula) a una escala del mateix pendent, i per això per pujar-los a peu cal fer un esforç més gran que en una escala normal.
Si l'escala és corba, l'estesa de cada graó varia segons on la mesurem (més petita com més cap a l'interior de la corba). Aleshores, les proporcions òptimes del graó s'han d'assolir coincidint amb la trajectòria normal dels usuaris, que s'anomena línia d'esteses, perquè és la línia sobre la qual es mesuren les esteses per aplicar la fórmula indicada. Aquesta línia se sol prendre paral·lela a la vora de l'escala al costat interior de la corba i a 45 cm d'aquesta vora (que normalment coincidirà amb la barana).

## Parts
Un graó és un tram d'escala. Als edificis, les «escales» és un terme que s'aplica a un tram complet d'esglaons entre dues plantes. Un tram d'escala és un tram d'escales o esglaons entre descansos. Una "escala" és un o més trams d'escales que condueixen d'un pis a un altre i inclou replans, pilars, passamans, balustrades i peces addicionals. Un "buit d'escala" és un compartiment que s'estén verticalment a través d'un edifici on es col·loquen escales. Una "sala d'escales" són les escales, els descansos, els passadissos o altres parts de la sala pública a través de les quals cal passar en passar del pis d'entrada als altres pisos d'un edifici. Les "escales de caixa" són escales construïdes entre parets, generalment sense suport excepte les cordes de la paret.
Les escales poden estar en un tram recte, que condueixen d'un pis a un altre sense girar o canviar de direcció. Les escales poden canviar de direcció, comunament per dos trams rectes connectats a un descans d'angle de 90°. Les escales també poden tornar sobre si mateixes amb aterratges en un angle de 180° a cada extrem dels trams rectes que formen una escala vertical que s'usa comunament en edificis de diversos pisos i de gran alçada. Moltes variacions d'escales geomètriques poden estar formades per construccions circulars, el·líptiques i irregulars.
Les escales poden ser un component obligatori dels camins de sortida de les estructures i dels edificis. També es proporcionen escales per facilitar l'accés a pisos, sostres, nivells i superfícies per caminar a què no es pot accedir per altres mitjans.
"Escala" també és una metàfora comuna per a l'assoliment o la pèrdua d'una posició en la societat, o com una metàfora de jerarquia (per exemple, l'escala de Jacob o el cuirassat Potemkin).
Les diferents parts d'una escala s'anomenen a continuació:
1. Barana
2. Contrapetjada (peralt, envà): altura de l'esglaó. Es mesura des de la part superior d'un esglaó fins a la part superior d'un esglaó següent. Una persona que fa servir les escales mouria aquesta distància verticalment amb cada pas que faci.
3. Descansell: replà en què acaben els trams d'una escala.
4. Petjada: profunditat de l'esglaó. Es mesura des de la vora del voladís fins a la vora del voladís següent a la vista en planta. Una persona que fa servir les escales es mouria aquesta distància horitzontalment amb cada pas que faci.
5. Passamans: travesser superior de la barana.
6. Esglaó (esglaó): component de l'escala que serveix per recolzar els peus i poder pujar o baixar.
7. Esglaó d'arrencada (esglaó d'arrencada): primer esglaó d'una escala.
8. Pendent: inclinació de l'escala.
9. Pom: suport al tram final inferior d'una barana per recolzar la mà o prendre'l quan es puja o baixa l'escala.
10. Voladís: part que sobresurt de l'esglaó.

## Tipus

### Fixes
- Escala d'un tram: aquella que no té girs.
- Escala amb descansos o replans: aquella els trams de la qual estan separats per descansos.
- Escala quadrada: la de trams iguals per quatre costats, ia esquadra.
- Escala d'anada i tornada: la que té els seus trams en dos sentits oposats.
- Escala de caragol: la que es construeix amb trams de forma circular ascendent.
- Escala imperial: la que posseeix un tram d'anada i dos trams de tornada més estrets, paral·lels al primer i laterals.[3]

### Transportables, o lleugeres
- Escala de mà: la portàtil.
- Escala txapera: la fixa que s'empra a les obres i que està formada per dues fustes inclinades i paral·leles sobre les quals es claven uns travessers més o menys amples.
- Escala de corda: la formada per dues maromes paral·leles unides per diversos travessers o barrots de fusta o ferro en forma d'esglaons.
- Escala d'escapulari: la portàtil que es posa a la paret dels pous de les mines.
- Escala d'espàrrec: conformada per una fusta travessada per petites estaques sortints.
- Escala de tisora, o doble: la composta de dues escales de mà unides per la part superior amb frontisses.

### Pel seu ús
- Escala d'incendis o d'urgències: la que serveix per evacuar un edifici en cas d'incendi o un altre tipus de catàstrofes. Acostuma a estar situada a l'exterior de l'edificació, oa l'interior d'un recinte protegit mitjançant murs i portes resistents al foc.
- Escala de servei: la destinada a l'ús del servei, de menor importància que la principal feta per facilitar la circulació.
- Escala hurtada: la dissimulada.

### Pel seu mecanisme
- Escala mecànica: la que disposa d'esglaons mòbils.

### Pel seu sistema constructiu
- Escala a la catalana: la conformada per tres capes de rajola, rebudes amb guix, que segueixen la línia de l'antifunicular.[4]

- Escala penjada: aquella els esglaons de la qual no estan fixos més que, d'una banda, en el mur de càrrega i de l'altra lliures, és a dir, penjats.
- Escala d'ull penjada: la que al mig deixa una va circular o quadrada en lloc de les ànimes i els esglaons de la qual se sostenen l'un a l'altre per la gola de semicanyó.

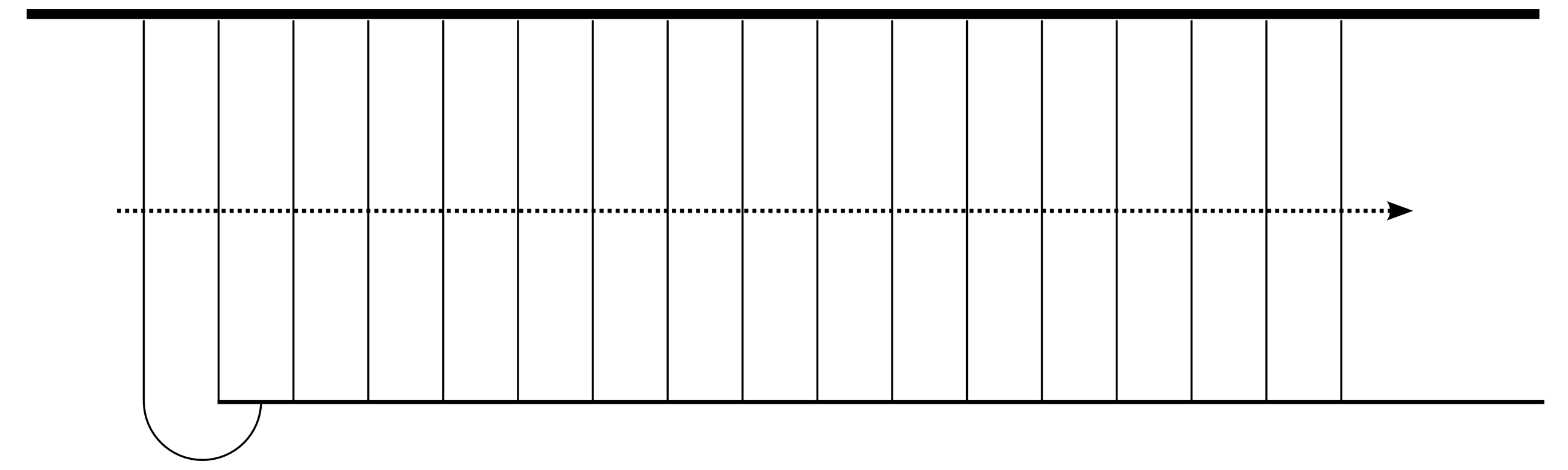
Escala d'un tram
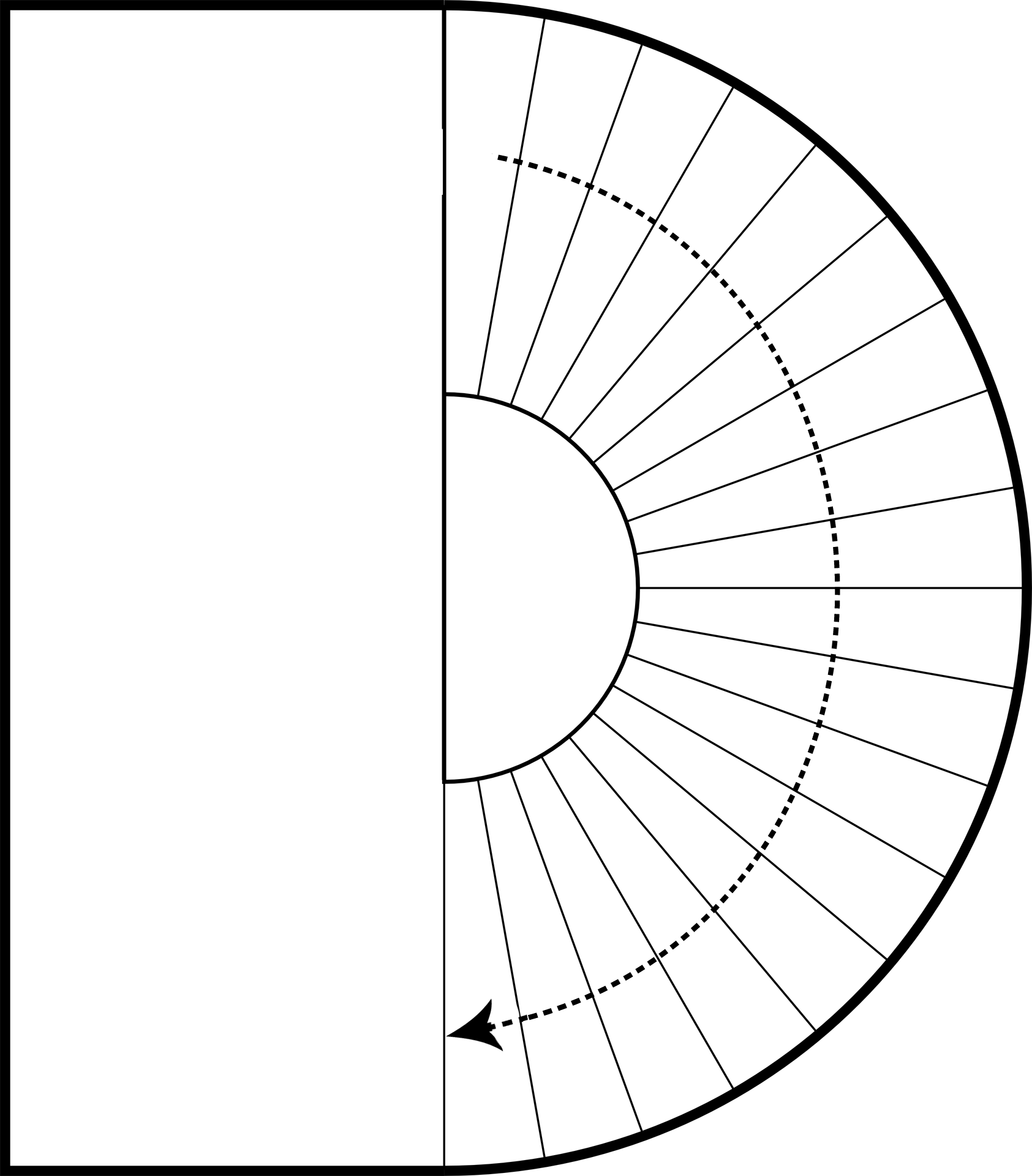
Escala d'un tram corb amb esglaons compensats
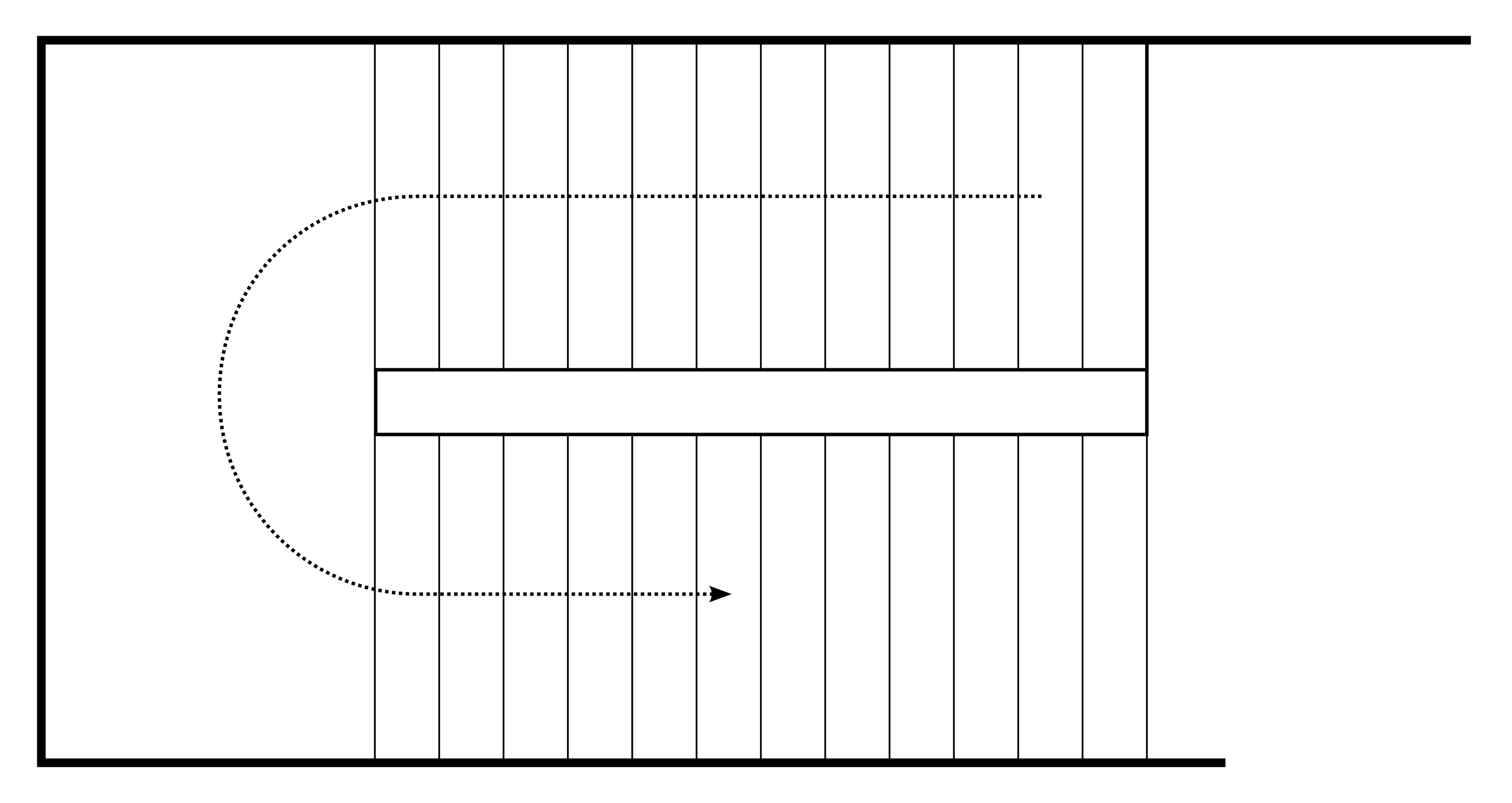
Escala de dos trams
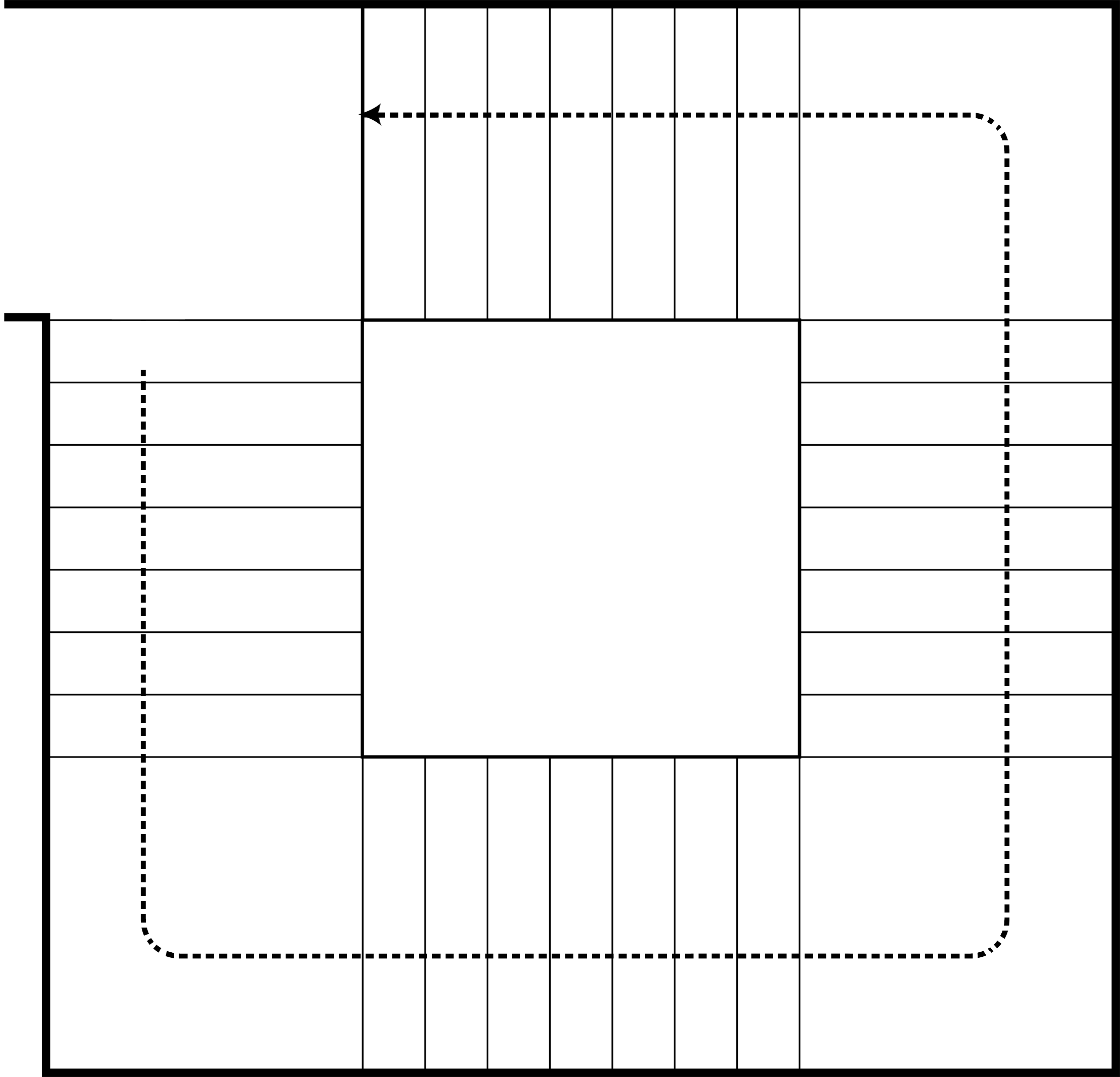
Escala de quatre trams

### Pel nombre de trets
- Escala d'un tret: quan tots els seus trams s'agrupen en la mateixa direcció i sentit, un darrere l'altre.
- Escala de dos trets: quan alguns trams s'agrupen en una direcció i sentit i la resta en un altre sentit i una altra direcció.
- Escala imperial: la que té un primer tram central, replans, i dos trams laterals en direcció contrària.
- Altres

## Escales de sortida d'emergència

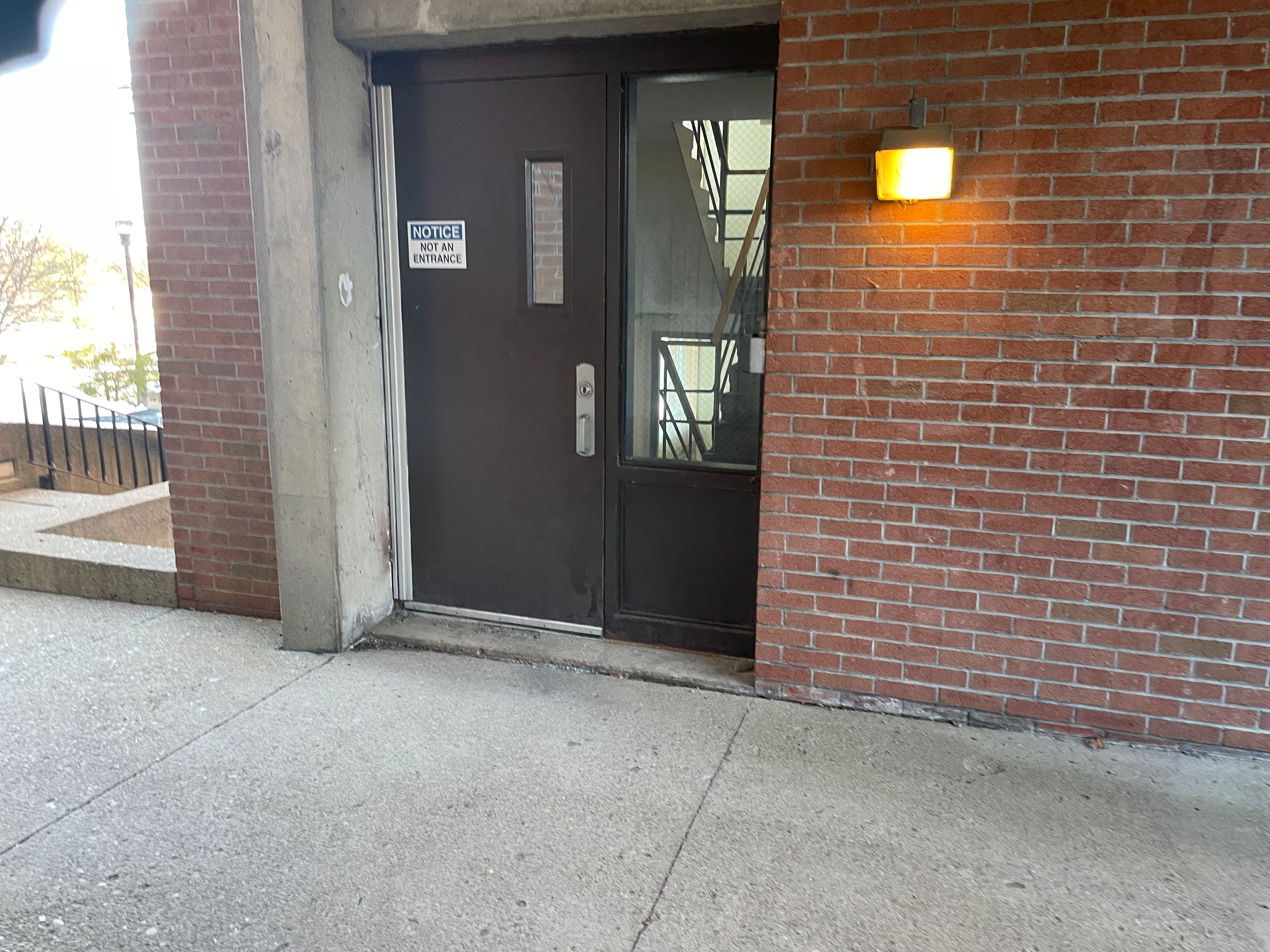
Les escales de sortida d'emergència generalment estan escassament moblades a causa de les restriccions del codi d'incendis

Els codis de construcció locals sovint dictaran el nombre de sortides d'emergència requerides per a un edifici d'una grandària determinada. Això pot incloure un nombre mínim de buits d'escala. Per a qualsevol edifici més gran que una casa privada, els codis moderns especifiquen invariablement almenys dos jocs d'escales, completament aïllats entre si, de manera que si un es torna intransitable a causa del fum o les flames, l'altre continua sent utilitzable.
La manera tradicional de satisfer aquest requisit era construir dues piles d'escales separades, cadascuna ocupant el seu propi espai dins de cada placa de pis. Cada buit de l'escala està configurat internament en una disposició sovint anomenada disseny de "retorn a U" o "retorn". Els dos buits d'escala es poden construir un al costat de l'altre, separats per un envà ignífug, o opcionalment els dos buits d'escala poden estar ubicats a certa distància entre ells dins de la planta. Aquests arranjaments tradicionals tenen l'avantatge de ser entesos fàcilment pels ocupants de l'edifici i els visitants ocasionals.
Alguns arquitectes estalvien espai al pis sense deixar de complir amb el requisit de sortida, allotjant dos buits d'escala en una configuració d'«hèlix doble» o «escales de tisora» en què dos buits d'escala ocupen el mateix espai a terra, però són entrellaçats alhora que separats per envans ignífugs en tot el seu recorregut. No obstant això, aquest disseny diposita qualsevol que baixi per la pila en ubicacions alternes a cada pis successiu, i això pot ser molt desorientador. Alguns codis de construcció recomanen l'ús d'una franja codificada per colors i rètols per distingir els buits de les escales que altrament serien idèntics, i per facilitar el seguiment d'una ruta de sortida ràpida.

## Ergonomia

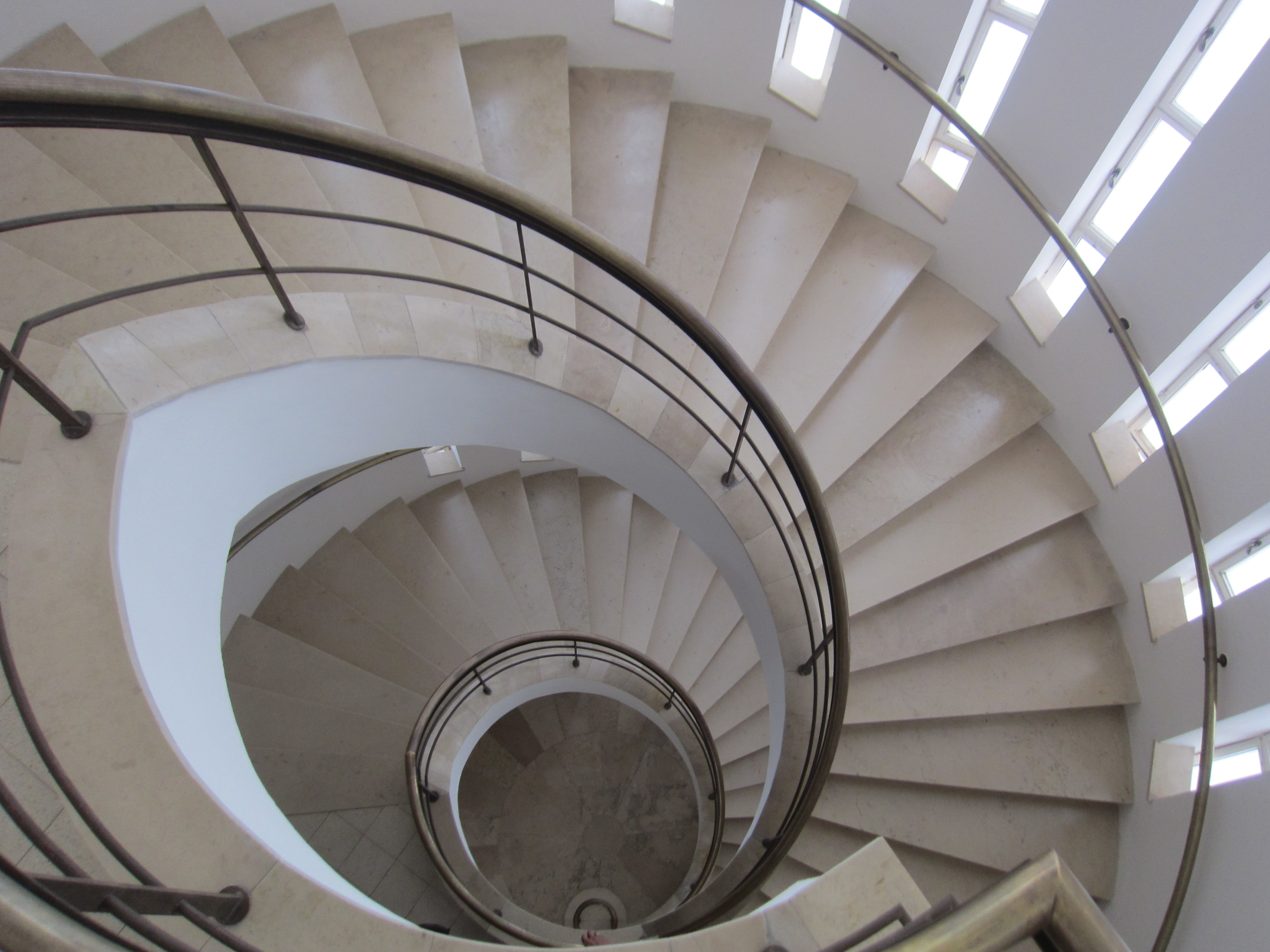
Salvaescales

Ergonòmicament i per raons de seguretat, les escales han de tenir certes mesures perquè les persones puguin usar-les còmodament. Els codis de construcció solen especificar certes mesures perquè les escales no siguin massa empinades o estretes.
Nicolas-François Blondel a l'últim volum del seu Cours d'architecture (1675–1683) va ser la primera persona coneguda a establir la relació ergonòmica entre les dimensions de la banda de rodament i la contrapetjada. Va especificar que 2 × contrapetjada + banda de rodament = longitud del pas.
S'estima que un pas en fals notable passa una vegada en 7.398 usos i un accident menor en un tram d'escales passa una vegada en 63.000 usos. Les escales poden ser un obstacle perillós per a alguns, per la qual cosa algunes persones trien viure a residències sense escales per protegir-se de lesions.
Les escales no són adequades per a cadira de rodes i altres vehicles. Un remunta-escales és un dispositiu mecànic per pujar i baixar cadires de rodes per escales. Per escales prou amples, es munta un raïl als esglaons de les escales o es fixa a la paret. Se subjecta una cadira al raïl i la persona a la cadira s'eleva a mesura que la cadira es mou al llarg del raïl.

## Normativa
Diferents normatives urbanístiques i de seguretat prescriuen una l'altura màxima i una estesa mínima dels graons, amb el que, implícitament, es prescriu també un pendent màxim. Aquests requisits solen variar poc entre les diferents legislacions, però varien més amb l'ús a què es destina cada escala. Així, a Catalunya, entre els requisits mínims d'habitabilitat que s'exigeixen per habitatges nous hi ha el que si l'accés a l'habitatge disposa d'escales els graons han de tenir una altura màxima de 18,5 cm i una estesa mínima de 28 cm. El codi d'accessibilitat, també a Catalunya, exigeix per als graons de les escales adaptades una altura màxima de 16 cm i una profunditat mínima de 30 cm.